# Qualificazioni al campionato mondiale di calcio 2010 - AFC - Terza fase, gruppo 3

## Classifica
| Squadra        | G | V | N | P | F  | S  | DR  | PT |
| -------------- | - | - | - | - | -- | -- | --- | -- |
| Corea del Sud  | 6 | 3 | 3 | 0 | 10 | 3  | +7  | 12 |
| Corea del Nord | 6 | 3 | 3 | 0 | 4  | 0  | +4  | 12 |
| Giordania      | 6 | 2 | 1 | 3 | 6  | 6  | 0   | 7  |
| Turkmenistan   | 6 | 0 | 1 | 5 | 1  | 12 | -11 | 1  |

## Risultati
| Arbitro: | Tayeb Shamsuzzaman |

|  |           |                  |
|  | Marcatori | 44’ Hong Yong-Jo |

| Arbitro: | Tallat Najim |

|                                                         |           |  |
| Kwak Tae-Hwi 43’ Seol Ki-Hyeon 57’ 85’ Park Ji-sung 70’ | Marcatori |  |

| Shanghai 26 marzo 2008, ore 19:00 UTC+8 | Corea del Nord | 0 – 0 referto | Corea del Sud | Shanghai Stadium (20.000 spett.)\| Arbitro: \| Saad Al Fadhli \| |
| Arbitro:                                | Saad Al Fadhli |               |               |                                                                  |

| Arbitro: | Satop Tongkhan |

|  |           |                       |
|  | Marcatori | 34’ Albzoor 84’ Bawab |

| Arbitro: | Mark Shield |

|                                     |           |                 |
| Park Ji-sung 39’ Park Chu-Young 48’ | Marcatori | 73’ 81’ Mahmoud |

| Aşgabat 2 giugno 2008, ore 17:00 UTC+5 | Turkmenistan     | 0 – 0 referto | Corea del Nord | Stadio olimpico (20.000 spett.)\| Arbitro: \| Khalil Al Ghamdi \| |
| Arbitro:                               | Khalil Al Ghamdi |               |                |                                                                   |

| Arbitro: | Masoud Moradi |

|  |           |                           |
|  | Marcatori | 24’ (rig.) Park Chu-Young |

| Arbitro: | Mohamed Al Saeedi |

|                   |           |  |
| Choe Kum-Chol 72’ | Marcatori |  |

| Arbitro: | Yallat Najm |

|                      |           |  |
| Hong Yong-Jo 44’ 72’ | Marcatori |  |

| Arbitro: | Hiroyoshi Takayama |

|                   |           |                                  |
| Ovekov 77’ (rig.) | Marcatori | 14’ 81’ 90+3’ (rig.) Kim Do-Heon |

| Arbitro: | Benjamin Williams |

|                 |           |  |
| Mahmoud 66’ 67’ | Marcatori |  |

| Seul 22 giugno 2008, ore 20:00 UTC+9 | Corea del Sud          | 0 – 0 referto | Corea del Nord | Seoul World Cup Stadium (48.519 spett.)\| Arbitro: \| Subkhiddin Mohd Salleh \| |
| Arbitro:                             | Subkhiddin Mohd Salleh |               |                |                                                                                 |